# William Styron
William Styron   (Newport News, 11 de juny de 1925 - Martha's Vineyard, 1 de novembre de 2006) va ser un escriptor i assagista estatunidenc, l'obra de la qual ha gaudit d'un immens reconeixement popular i de la crítica. La seva fama prové principalment de les seves novel·les, les més conegudes són Un llit de tenebres  (1951), The Confessions of Nat Turner (1967), Sophie's Choice (1979). La influència de William Styron va créixer amb la publicació el 1990 de Facing Darkness, un relat autobiogràfic d'una profunda depressió que va descriure com "una desesperació més enllà de la desesperació".

## Els primers anys
William Styron va néixer al Hilton Village, el districte històric de Newport News, Virgínia. Va créixer al sud dels Estats Units i es va veure impactat per la seva història. El seu lloc de naixement es troba a menys de 200 km d'on va tenir lloc la revolta dels esclaus de Nat Turner, que va ser el tema de la seva novel·la més famosa i controvertida. Els avis paterns d'Styron eren propietaris d'esclaus, però la seva mare, ianqui del Nord, i el seu pare, progressista, li van transmetre altres idees sobre les relacions racials als Estats Units.
⁸La infància d'Styron va ser difícil: el seu pare, enginyer de construcció naval, patia una depressió, una malaltia que patiria el mateix Styron unes dècades més tard. La seva mare va morir de càncer de mama el 1939, quan Styron encara era un nen, després d'una dècada de lluita contra la malaltia.
Styron es va educar a l'escola pública fins al nivell CE2, després el seu pare el va enviar a l'escola Christchurch (L'escola de l'Església de Crist), una escola cristiana episcopal, situada a la regió de Tidewater, a Virgínia. Styron va dir això: "De totes les escoles a les quals he assistit... només Christchurch m'ha inspirat més que respecte, amb això vull dir un afecte sincer i durador".
Styron va ser admès a la Universitat de Davidson i es va unir a la fraternitat d'estudiants Phi Delta Theta. Va interrompre els seus estudis per allistar-se a la Marina al final de la Segona Guerra Mundial. Va ser nomenat tinent, però els japonesos es van rendir abans que el seu vaixell tingués temps de sortir de San Francisco. Styron va assistir a la Universitat de Duke, on va obtenir un màster en anglès. Va ser a Duke on va publicar la seva primera obra de ficció, un relat breu molt influenciat per l'escriptor nord-americà William Faulkner, en una col·lecció d'obres d'estudiants.

## Primera novel·la
Després de graduar-se, el 1947 Styron va ser contractat com a editor a McGraw-Hill, Nova York. Styron va relatar més tard la misèria d'aquesta obra, en un passatge autobiogràfic de la seva novel·la L'elecció de Sophie. "Després d'empènyer els seus empresaris a acomiadar-lo, es va llançar en cos i ànima a escriure la seva primera novel·la. Tres anys més tard va arribar Lie Down in Darkness, 1951). Aquesta història d'una família de Virginia en crisi va rebre una immensa aclamació de la crítica i va ser guardonada amb l'American Rome Prize, atorgat per l'Acadèmia Americana de Roma i l'Acadèmia Americana d'Arts i Lletres. La seva convocatòria, a causa de la Guerra de Corea, li va impedir rebre el seu premi. Donat d'alta l'any 1952 per problemes oculars, Styron va fer la seva estada a la base de l'exèrcit Camp Lejeune, Carolina del Nord, objecte d'un conte, The Long March, publicat el 1953, i que va ser adaptat per a la televisió per Playhouse 90, una sèrie que es va emetre a CBS el 1958.
Styron va marxar a Europa, els inicis d'una llarga estada. A París es va fer amic dels escriptors Romain Gary, George Plimpton, Peter Matthiessen, James Baldwin, James Jones i Irwin Shaw. El grup va fundar la famosa revista literària Paris Review el 1953.
El mateix any, va tenir lloc un altre esdeveniment decisiu en la vida d'Styron. Va viatjar a Itàlia, per rebre el seu Prix de Rome, i a l'Acadèmia Americana es va reunir amb una jove poeta de Baltimore, Rose Burgunder, qui li havien presentat la tardor anterior, a la Universitat Johns-Hopkins. Es van casar a Roma la primavera de 1953. L'experiència italiana de Styron li va inspirar Set This House on Fire, 1960), una novel·la que descriu els costums dels artistes i intel·lectuals nord-americans expatriats a la Riviera italiana. Aquesta obra va tenir una acollida variada en el millor dels casos als Estats Units, encara que el seu editor va afirmar que havia estat un èxit comercial.

## La polèmica de les confessions de Nat Turner
A sobre de la porta del seu despatx, Styron havia penjat aquesta cita de Gustave Flaubert:
| « | Sigues regular i ordenat en la teva vida com a burgès, perquè puguis deixar-te endur i ser original en el teu treball. | » |

Aquestes paraules de Flaubert van ser profètiques per a Styron en els anys següents. Les dues novel·les publicades per Styron entre 1967 i 1979 van provocar polèmica, per la seva originalitat i l'audàcia dels seus temes. Ferit per la molt dura rebuda de la crítica de The Flames, Styron va passar diversos anys documentant i escrivint la seva nova novel·la, The Imaginary Memoirs of a Historical Figure, Nat Turner.
Durant aquest període, l'escriptor negre nord-americà James Baldwin va ser el seu amfitrió durant diversos mesos. En aquell moment estava escrivint la seva novel·la Un altre país, que va publicar abans de The Confessions of Nat Turner. En aquells anys en què el Black Power estava en el seu apogeu, i quan se celebrava la cultura negra, alguns intel·lectuals afroamericans criticaven Another Country perquè James Baldwin havia escollit escenificar un heroi blanc. Baldwin va veure problemes encara més grans per a Styron en el seu treball a Nat Turner. "Bill serà atacat des d'ambdues parts alhora", va dir Baldwin a un periodista immediatament després de la publicació de The Confessions of Nat Turner el 1967. Baldwin tenia raó. Malgrat els avals públics de Baldwin i un altre famós escriptor negre nord-americà, Ralph Ellison, molts crítics afroamericans van veure la representació de Turner de Styron com un estereotip racista.
El passatge més controvertit és on Nat Turner fantasieja amb violar una dona blanca. Molts crítics van denunciar una perillosa perpetuació de l'acusació tradicionalment utilitzada contra els negres del sud d'Amèrica, per justificar els linxaments.
Malgrat la polèmica, The Confessions of Nat Turner es va convertir en un gran èxit de crítica i comercial, guanyant el premi Pulitzer (en la categoria de ficció) el 1968, així com la medalla Dean Howells atorgada per l'Acadèmia Americana d'Arts i Lletres.

## Últimes obres
Tot i que la nova novel·la de Styron, Sophie's choice, publicada l'any 1979, difícilment va poder igualar el fervor generat per Les confessions de Nat Turner, aquest retrat d'una víctima no jueva de l'holocaust no va deixar de despertar polèmica.
Sophie's Choice explica la història de Sophie, una catòlica polonesa que va sobreviure a Auschwitz, Nathan, el seu brillant, impredictible i amenaçador amant jueu, i Stingo, una escriptora del sud dels Estats Units, enamorada de Sophie, emigrada a Brooklyn després de la Segona Guerra Mundial. Aquesta novel·la va guanyar el National Book Award l'any 1980 i va ser un èxit de vendes. El 1982, la seva adaptació cinematogràfica va rebre cinc nominacions a l'Oscar i Meryl Streep va guanyar l'Oscar a la millor actriu. Els papers de Nathan i Stingo van ser interpretats, respectivament, per Kevin Kline i Peter MacNicol.
El 1985, William Styron va rebre el Premi Mundial Cino-Del-Duca. Ja patia en aquell moment una profunda depressió, que va explicar anys després en un relat autobiogràfic d'èxit, Darkness Visible, 1990.
El seu conte Shadrach també va ser objecte d'una adaptació cinematogràfica homònima de 1998, codirigida per la seva filla, Susanna Styron. Les seves altres dues filles són artistes: Paola Styron és una ballarina moderna de renom internacional; Alexandra Styron és escriptora, autora de All the Finest Girls (2001). El seu fill, Thomas, és professor de psicologia clínica a la Universitat Yale.
Les altres obres de Styron inclouen l'obra de teatre In the Clap Shack (1973) i assaigs, recollits com a This Quiet Dust (1982).
Styron va morir de pneumònia, el primer de novembre de 2006, als 81 anys, a l'illa de Martha's Vineyard (Massachusetts), on està enterrat, al cementiri de West Chop.

## Obres

### Novel·les
- A Bed of Darkness (Lie Down in Darkness, 1951) guardonat amb el Prix de Rome de l'Acadèmia Americana de les Arts i les Ciències
- Set This House On Fire, 1960
- The Confessions of Nat Turner (The Confessions of Nat Turner, 1967)
- Sophie’s Choice Sophie (1979)

### Contes
- The Night March (The Long March, 1963)
- A Virginia Morning: Three Stories of Youth (A Tidewater Morning: Three Tales from Youth, 1993)
- A tomba oberta. Cinc històries de la Marina (The Suicide Run: Five Tales of the Marine Corps (2009)

### Teatre
- Barri venecià (In the Clap Shack, 1973)

### Textos autobiogràfics
- Facing Darkness (Darkness Visible, 1990)
- Havanes a la Casa Blanca (Havanas in Camelot, 2008)

### Assajos
- This Peaceful Dust and Other Writings (This Quiet Dust, 1982)